# Don Matías
Don Matías este un municipiu din departamentul Antioquia, Columbia.